# Selenosteus
Il selenosteo (gen. Selenosteus) è un pesce placoderma estinto, appartenente agli artrodiri. Visse nel Devoniano superiore (Famenniano, circa 365 milioni di anni fa) e i suoi resti fossili sono stati ritrovati in Nordamerica. 

## Descrizione
Questo pesce era di medie dimensioni e non doveva raggiungere il mezzo metro di lunghezza. Il cranio mediamente era lungo circa 16 centimetri. Come tutti gli artrodiri, Selenosteus era dotato di una corazza nella parte anteriore del corpo. Le orbite erano eccezionalmente grandi, e le piastre gnatali erano deboli e generalmente sottili. La placca dorsale mediana era a forma di mezzaluna e dotata di una carena. Il muso era corto e smussato. 

## Classificazione
Selenosteus brevis venne descritto nel 1901, sulla base di fossili ritrovati nella famosa Cleveland Shale in Ohio, risalente al Famenniano. Altri fossili più antichi (del Frasniano) sono stati attribuiti con qualche dubbio a questa specie e provengono dalla Contea di Erie, New York. Una seconda specie, S. kepleri, è stata in seguito considerata omonima della specie tipo. 
Selenosteus fa parte del gruppo di artrodiri noto come Brachythoraci, comprendenti diverse forme sia grandi che piccole, sia nuotatrici attive che viventi presso i fondali. Selenosteus è il genere eponimo dei Selenosteidae, che comprendono anche Rhinosteus.